# Велоспорт на Всеафриканских играх 1973
Велоспорт на Всеафриканских играх 1973.

## Обзор
Соревнования прошли в середине января 1973 года в Лагосе, Нигерия. Программа Игр включала только дисциплины шоссейного велоспорта — групповую гонку и командную гонку с раздельным стартом. Было разыграно два комплекта медалей. Все среди мужчин.
По сравнению с предыдущими Играми в программе Игр отсутствовала групповая командная гонка. Более того организаторы Игр были подвергнуты критике за явную ошибку в программе Игр которая была доведена ими до сведения велогонщиков перед началом Игр. Гонщикам было сообщено о наличии в программе трековой командной гонки на 1 км, тогда как на самом деле её оказалась шоссейная командная гонка на 100 км. В результате этого два велогонщика из Маврикия, собиравшиеся участвовать в трековой гонке, были удивлены отсутствием велотрека и им пришлось участвовать в групповой шоссейной гонке на 170 км.
Всего медали завоевали представители трёх стран. Хозяева Игр остались без наград в велоспорте.

## Медалисты

### Шоссе

#### Мужчины
| Дисциплина                           | Золото                 | Серебро                 | Бронза             |
| ------------------------------------ | ---------------------- | ----------------------- | ------------------ |
| Групповая гонка                      | Текесте Вольду Эфиопия | Мустафа Неджари Марокко | Хосин Чибане Алжир |
| Командная гонка с раздельным стартом | Эфиопия                | Марокко                 | Алжир              |

## Медальный зачёт
*   Принимающая страна (Нигерия)
| Место          | Страна         | Золото | Серебро | Бронза | Всего |
| -------------- | -------------- | ------ | ------- | ------ | ----- |
| 1              | Эфиопия        | 2      | 0       | 0      | 2     |
| 2              | Марокко        | 0      | 2       | 0      | 2     |
| 3              | Алжир          | 0      | 0       | 2      | 2     |
| Всего стран: 3 | Всего стран: 3 | 2      | 2       | 2      | 6     |